# Galen Peak
Galen Peak är en bergstopp i Antarktis. Den ligger i Västantarktis. Argentina, Chile och Storbritannien gör anspråk på området. Toppen på Galen Peak är 925 meter över havet.
Terrängen runt Galen Peak är bergig åt sydväst, men åt nordost är den kuperad.  Trakten är obefolkad. Det finns inga samhällen i närheten. 